# Provincia di Ouezzane
La provincia di Ouezzane è una provincia del Marocco, situata nella regione di Tangeri-Tetouan-Al Hoceima. Conta una popolazione di 300 637 abitanti (censimento 2014).